# ASEAN+3

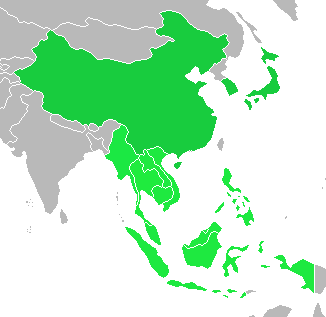
ASEAN+3

ASEAN+3（アセアンプラススリー）は、地域交流の緊密な東南アジア諸国連合（ASEAN）と日本・大韓民国（韓国）・中華人民共和国（中国）で協力していく枠組みのことである。

## 概要
1997年にアジア通貨危機を契機に東アジアが地域協力をしていく為に1997年のASEAN首脳会議に日・中・韓の首脳が招待される形で始まった。
主な会議に、1997年以降毎年1回開催されている首脳会議と、2000年以降毎年1回開催されている外相会議がある。他、財務相会議、経済相会議等、閣僚レベルの会議が立ち上げられ、金融、食糧安全保障等、様々な分野で実務協力が進展してきた。
2005年12月現在で17分野48の協議体がある。
1998年12月の第2回ASEAN+3首脳会議で東アジア・ビジョン・グループ（EAVG）が提案され、設置が合意される。
1999年11月に第3回ASEAN+3首脳会議で「東アジアにおける協力に関する共同声明」が採択される。
2000年11月の第4回ASEAN＋3首脳会議で東アジア・スタディ・グループ（EASG）が創設される。
2002年11月の第6回ASEAN+3首脳会議で東アジア・フォーラム（EAF）が設立される。
2003年にASEAN+3首脳会議の要請を受けて東アジア研究所連合（NEAT）が設立される。
2004年の第8回ASEAN+3首脳会議では、第一回東アジアサミット（EAS）の開催が決定された。
2005年に12月12日に、マレーシア・クアラルンプールで行われた第9回ASEAN＋3首脳会議で、「ASEAN+3が東アジア共同体を達成するための主要な手段であること、また、この枠組みが、地域の他のフォーラム及びプロセスと補完的な形で、地域枠組み全体の不可分の一部を形成することを確認」「ASEAN+3の10周年にあたる2007年に東アジア協力に関する第二共同声明を作成するための作業を開始することに合意」されたことが「クアラルンプール宣言」によって明らかにされた。

## 地域経済協力
2000年5月の第2回ASEAN+3財務相会議において、外貨準備を使った二国間通貨スワップネットワークであるチェンマイ・イニシアティブ(CMI)に合意し、2003年末までに8カ国（日本・中国・韓国・インドネシア・マレーシア・フィリピン・シンガポール・タイ）が参加した。その後、当局間の通貨スワップ発動プロセスを共通化し、支援の迅速化・円滑化を図ることを目的として2010年3月にCMIマルチ化契約が発効し、ASEAN+3の全13カ国が参加した。
2011年にはシンガポールに、域内経済の監視機関AMRO（ASEAN+3 Macroeconomic and Research Office）が置かれ、4月初代ディレクター（任期3年）に、中国前国家外貨管理局副局長の魏本華（ウェイ・ベンホワ 拼音: Wèi Bĕnhuá）が、1年限定任期で就任、その後の2年を日本国政府の財務省の根本洋一参事官が引き継ぐことで合意した。根本の後任には中華人民共和国財政部の常軍紅が選ばれた。2019年5月からは、AMROのトップに3年の任期で、日本の土井俊範（前財務省国際局次長）が就任している。AMROはその役割から「アジア版IMF」と呼ばれている。

## 参加国
- ASEAN加盟国
  -  ブルネイ
  -  インドネシア
  -  カンボジア
  -  ラオス
  -  ミャンマー
  -  マレーシア
  -  フィリピン
  -  シンガポール
  -  タイ
  -  ベトナム
- ASEAN加盟国ではない3国
  -  日本
  -  韓国
  -  中国